# Митрофаново (Юргинський округ)
Митрофа́ново (рос. Митрофаново) — присілок у складі Юргинського округу Кемеровської області, Росія.

## Населення
Населення — 120 осіб (2010; 177 у 2002).
Національний склад (станом на 2002 рік):
- росіяни — 90 %